# AFC Champions League 2019
Die AFC Champions League 2019 war die 17. Spielzeit des wichtigsten asiatischen Wettbewerbs für Vereinsmannschaften im Fußball unter dieser Bezeichnung und die 38. insgesamt. Am Wettbewerb nahmen in dieser Saison 51 Klubs aus 22 Landesverbänden der AFC teil. Die Saison begann mit der ersten Qualifikationsrunde am 5. Februar und endete mit dem Rückspiel des Finales am 24. November 2019.
Der saudi-arabische Verein al-Hilal gewann den Wettbewerb zum dritten Mal nach 1991 und 2000 durch ein 1:0-Sieg im Hinspiel und einem 2:0-Sieg im Rückspiel gegen Urawa Red Diamonds aus Japan und qualifizierte sich damit als Repräsentant der AFC für die FIFA-Klub-Weltmeisterschaft 2019 in Katar. Titelverteidiger Kashima Antlers aus Japan war bereits im Viertelfinale ausgeschieden.
Torschützenkönig wurde der Franzose Bafétimbi Gomis von al-Hilal mit 11 Toren. Er wurde außerdem zum besten Spieler des Wettbewerbs ernannt.

## Qualifikation
Die Spielpaarungen in den drei Qualifikationsrunden wurden nach der in die West- und Ostregion aufgeteilten AFC-Vierjahreswertung 2017 und der Zugangsliste gesetzt, wobei Begegnungen zwischen Mannschaften desselben Landesverbandes ausgeschlossen waren. Die Qualifikationsrunden wurden in jeweils einem Spiel entschieden, wobei der Verein aus dem höhergesetzten Verband jeweils Heimrecht hatte. Bei einem Gleichstand wurde zunächst eine Verlängerung gespielt und dann gegebenenfalls ein Elfmeterschießen angewendet.
Die acht Sieger der Play-off-Runde erreichten die Gruppenphase. Die unterlegenen Mannschaften aus den Verbänden, die nur jeweils ein Team in die Champions League entsenden, spielten in der Gruppenphase des AFC Cups weiter. Dazu gehörten die Vereine aus Hongkong, Indien, Indonesien, Jordanien, Kuwait, Myanmar, den Philippinen, Singapur, Tadschikistan und Vietnam.

### Erste Qualifikationsrunde
Die Spiele fanden am 5. Februar 2019 statt.
|                 | Ergebnis |                 | Region |
| --------------- | -------- | --------------- | ------ |
| al-Wihdat       | 2:3      | al Kuwait SC    | West   |
| Ceres-Negros FC | 1:2      | Yangon United   | Ost    |
| Home United     | 1:3      | Persija Jakarta | Ost    |

### Zweite Qualifikationsrunde
Die Spiele fanden am 12. Februar 2019 statt.
|                       | Ergebnis              |                      | Region |
| --------------------- | --------------------- | -------------------- | ------ |
| Paxtakor Taschkent    | 2:1                   | al-Quwa al-Dschawiya | West   |
| AGMK FC               | 4:2                   | FC Istiklol          | West   |
| Saipa Teheran         | 4:0                   | Minerva Punjab       | West   |
| Zob Ahan Isfahan      | 1:0 n. V.             | al Kuwait SC         | West   |
| Perak FA              | 1:1 n. V. (6:5 i. E.) | Kitchee SC           | Ost    |
| Bangkok United        | 0:1                   | Hà Nội FC            | Ost    |
| Chiangrai United      | 3:1                   | Yangon United        | Ost    |
| Newcastle United Jets | 3:1 n. V.             | Persija Jakarta      | Ost    |

### Play-off-Runde
Die Spiele fanden am 19. Februar 2019 statt.
|                         | Ergebnis              |                       | Region |
| ----------------------- | --------------------- | --------------------- | ------ |
| al-Nasr SC              | 1:2                   | Paxtakor Taschkent    | West   |
| al-Nasr                 | 4:0                   | AGMK FC               | West   |
| al-Rayyan SC            | 3:1                   | Saipa Teheran         | West   |
| al-Gharafa SC           | 2:3                   | Zob Ahan Isfahan      | West   |
| Ulsan Hyundai           | 5:1                   | Perak FA              | Ost    |
| Shandong Luneng Taishan | 4:1                   | Hà Nội FC             | Ost    |
| Sanfrecce Hiroshima     | 0:0 n. V. (4:3 i. E.) | Chiangrai United      | Ost    |
| Kashima Antlers         | 4:1                   | Newcastle United Jets | Ost    |

## Gruppenphase
An der Gruppenphase nahmen 32 Vereine teil. 24 Mannschaften waren direkt qualifiziert, dazu kamen noch 8 (je vier aus der West- und Ostregion), die sich über die Play-off-Runde qualifizierten. Die Gruppenauslosung fand am 22. November 2018 in der malaysischen Hauptstadt Kuala Lumpur statt. Die Mannschaften wurden in acht Gruppen mit je vier Teilnehmern gelost. Die Teams der Westregion bildeten die Gruppen A bis D, die der Ostregion die Gruppen E bis H. Mannschaften desselben Landesverbandes konnten nicht in dieselbe Gruppe gelost werden.
Die Gruppensieger und -zweiten qualifizierten sich für das Achtelfinale, die Dritt- und Viertplatzierten schieden aus dem Wettbewerb aus. Bei Punktgleichheit zweier oder mehrerer Mannschaften wurde die Platzierung durch folgende Kriterien ermittelt:
1. Anzahl Punkte im direkten Vergleich
2. Tordifferenz im direkten Vergleich
3. Anzahl Tore im direkten Vergleich
4. Anzahl Auswärtstore im direkten Vergleich
5. Wenn nach der Anwendung der Kriterien 1 bis 4 immer noch mehrere Mannschaften denselben Tabellenplatz belegen, werden die Kriterien 1 bis 4 erneut angewendet, jedoch ausschließlich auf die Direktbegegnungen der betreffenden Mannschaften. Sollte auch dies zu keiner definitiven Platzierung führen, werden die Kriterien 6 bis 10 angewendet.
6. Tordifferenz aus allen Gruppenspielen
7. Anzahl Tore in allen Gruppenspielen
8. Wenn es nur um zwei Mannschaften geht und diese beiden auf dem Platz stehen, kommt es zwischen diesen zu einem Elfmeterschießen.
9. Niedrigere Anzahl Punkte durch Gelbe und Rote Karten (Gelbe Karte 1 Punkt, Gelb-Rote und Rote Karte 3 Punkte, Gelbe Karte auf die eine direkte Rote Karte folgt 4 Punkte)
10. Höherer Rang des Fußballverbandes in der AFC-Vierjahreswertung

### Gruppe A
| Pl. | Verein           | Sp. | S | U | N | Tore    | Diff. | Punkte |
| --- | ---------------- | --- | - | - | - | ------- | ----- | ------ |
| 1.  | Zob Ahan Isfahan | 6   | 3 | 3 | 0 | 010:500 | +5    | 12     |
| 2.  | al-Nasr          | 6   | 3 | 1 | 2 | 011:700 | +4    | 10     |
| 3.  | al-Zawraa SC     | 6   | 2 | 2 | 2 | 014:900 | +5    | 08     |
| 4.  | al-Wasl          | 6   | 1 | 0 | 5 | 004:180 | −14   | 03     |

| 4. März 2019     |     |                                                                |
| al-Wasl          | 1:0 | al-Nasr \| Zabeel Stadium                                      |
| Zob Ahan Isfahan | 0:0 | al-Zawraa SC \| Foolad Shahr Stadium                           |
| 11. März 2019    |     |                                                                |
| al-Zawraa SC     | 5:0 | al-Wasl \| Karbala International Stadium (in Kerbela)          |
| al-Nasr          | 2:3 | Zob Ahan Isfahan \| al-Maktoum Stadium (in Dubai) 1            |
| 8. April 2019    |     |                                                                |
| al-Wasl          | 1:3 | Zob Ahan Isfahan \| Zabeel Stadium                             |
| al-Nasr          | 4:1 | al-Zawraa SC \| König-Fahd-Stadion                             |
| 23. April 2019   |     |                                                                |
| al-Zawraa SC     | 1:2 | al-Nasr \| Karbala International Stadium (in Kerbela)          |
| Zob Ahan Isfahan | 2:0 | al-Wasl \| Foolad Shahr Stadium                                |
| 7. Mai 2019      |     |                                                                |
| al-Zawraa SC     | 2:2 | Zob Ahan Isfahan \| Karbala International Stadium (in Kerbela) |
| al-Nasr          | 3:1 | al-Wasl \| König-Fahd-Stadion                                  |
| 21. Mai 2019     |     |                                                                |
| al-Wasl          | 1:5 | al-Zawraa SC \| Zabeel Stadium                                 |
| 29. Mai 2019 2   |     |                                                                |
| Zob Ahan Isfahan | 0:0 | al-Nasr \| Grand-Hamad-Stadion (in Doha) 1                     |

Anmerkung

### Gruppe B
| Pl. | Verein              | Sp. | S | U | N | Tore    | Diff. | Punkte |
| --- | ------------------- | --- | - | - | - | ------- | ----- | ------ |
| 1.  | al-Wahda            | 6   | 4 | 1 | 1 | 014:900 | +5    | 13     |
| 2.  | Ittihad FC          | 6   | 3 | 2 | 1 | 013:900 | +4    | 11     |
| 3.  | Lokomotiv Taschkent | 6   | 2 | 1 | 3 | 010:110 | −1    | 07     |
| 4.  | al-Rayyan SC        | 6   | 1 | 0 | 5 | 009:170 | −8    | 03     |

| 4. März 2019        |     |                                                           |
| Lokomotiv Taschkent | 2:0 | al-Wahda \| Lokomotiv-Stadion                             |
| Ittihad FC          | 5:1 | al-Rayyan SC \| King Abdullah Sports City Stadium         |
| 11. März 2019       |     |                                                           |
| al-Wahda            | 4:1 | Ittihad FC \| al-Nahyan-Stadion                           |
| al-Rayyan SC        | 2:1 | Lokomotiv Taschkent \| Jassim-Bin-Hamad-Stadion (in Doha) |
| 9. April 2019       |     |                                                           |
| al-Rayyan SC        | 1:2 | al-Wahda \| Jassim-Bin-Hamad-Stadion (in Doha)            |
| Ittihad FC          | 3:2 | Lokomotiv Taschkent \| King Abdullah Sports City Stadium  |
| 22. April 2019      |     |                                                           |
| Lokomotiv Taschkent | 1:1 | Ittihad FC \| Lokomotiv-Stadion                           |
| al-Wahda            | 4:3 | al-Rayyan SC \| al-Nahyan-Stadion                         |
| 7. Mai 2019         |     |                                                           |
| al-Wahda            | 3:1 | Lokomotiv Taschkent \| al-Nahyan-Stadion                  |
| al-Rayyan SC        | 0:2 | Ittihad FC \| Jassim-Bin-Hamad-Stadion (in Doha)          |
| 21. Mai 2019        |     |                                                           |
| Lokomotiv Taschkent | 3:2 | al-Rayyan SC \| Lokomotiv-Stadion                         |
| Ittihad FC          | 1:1 | al-Wahda \| King Abdullah Sports City Stadium             |

### Gruppe C
| Pl. | Verein            | Sp. | S | U | N | Tore    | Diff. | Punkte |
| --- | ----------------- | --- | - | - | - | ------- | ----- | ------ |
| 1.  | al-Hilal          | 6   | 4 | 1 | 1 | 010:500 | +5    | 13     |
| 2.  | al-Duhail SC      | 6   | 2 | 3 | 1 | 011:800 | +3    | 09     |
| 3.  | Esteghlal Teheran | 6   | 2 | 2 | 2 | 006:800 | −2    | 08     |
| 4.  | al Ain Club       | 6   | 0 | 2 | 4 | 004:100 | −6    | 02     |

| 5. März 2019      |     |                                                                  |
| al-Duhail SC      | 3:0 | Esteghlal Teheran \| Abdullah-bin-Khalifa-Stadion                |
| al Ain Club       | 0:1 | al-Hilal \| Hazza Bin Zayed Stadium                              |
| 12. März 2019     |     |                                                                  |
| Esteghlal Teheran | 1:1 | al Ain Club \| Azadi-Stadion                                     |
| al-Hilal          | 3:1 | al-Duhail SC \| King Saud University Stadium                     |
| 8. April 2019     |     |                                                                  |
| al-Duhail SC      | 2:2 | al Ain Club \| Abdullah-bin-Khalifa-Stadion                      |
| Esteghlal Teheran | 2:1 | al-Hilal \| al-Ahli-Stadion (in Doha) 1                          |
| 23. April 2019    |     |                                                                  |
| al-Hilal          | 1:0 | Esteghlal Teheran \| Mohammed-Bin-Zayed-Stadion (in Abu Dhabi) 1 |
| al Ain Club       | 0:2 | al-Duhail SC \| Hazza Bin Zayed Stadium                          |
| 6. Mai 2019       |     |                                                                  |
| Esteghlal Teheran | 1:1 | al-Duhail SC \| Azadi-Stadion                                    |
| al-Hilal          | 2:0 | al Ain Club \| King Saud University Stadium                      |
| 20. Mai 2019      |     |                                                                  |
| al-Duhail SC      | 2:2 | al-Hilal \| Abdullah-bin-Khalifa-Stadion                         |
| al Ain Club       | 1:2 | Esteghlal Teheran \| Hazza Bin Zayed Stadium                     |

Anmerkung

### Gruppe D
| Pl. | Verein             | Sp. | S | U | N | Tore    | Diff. | Punkte |
| --- | ------------------ | --- | - | - | - | ------- | ----- | ------ |
| 1.  | al-Sadd SC         | 6   | 3 | 1 | 2 | 007:800 | −1    | 10     |
| 2.  | al-Ahli            | 6   | 3 | 0 | 3 | 007:700 | ±0    | 09     |
| 3.  | Paxtakor Taschkent | 6   | 2 | 2 | 2 | 007:700 | ±0    | 08     |
| 4.  | Persepolis Teheran | 6   | 2 | 1 | 3 | 006:500 | +1    | 07     |

| 5. März 2019       |     |                                                         |
| Persepolis Teheran | 1:1 | Paxtakor Taschkent \| Azadi-Stadion                     |
| al-Ahli            | 2:0 | al-Sadd SC \| King Abdullah Sports City Stadium         |
| 12. März 2019      |     |                                                         |
| Paxtakor Taschkent | 1:0 | al-Ahli \| Paxtakor-Zentral-Stadion                     |
| al-Sadd SC         | 1:0 | Persepolis Teheran \| Jassim-Bin-Hamad-Stadion          |
| 9. April 2019      |     |                                                         |
| Paxtakor Taschkent | 2:2 | al-Sadd SC \| Paxtakor-Zentral-Stadion                  |
| Persepolis Teheran | 2:0 | al-Ahli \| Zabeel Stadium (in Dubai) 1                  |
| 22. April 2019     |     |                                                         |
| al-Ahli            | 2:1 | Persepolis Teheran \| al-Maktoum Stadium (in Dubai) 1   |
| al-Sadd SC         | 2:1 | Paxtakor Taschkent \| Jassim-Bin-Hamad-Stadion          |
| 6. Mai 2019        |     |                                                         |
| Paxtakor Taschkent | 1:0 | Persepolis Teheran \| Paxtakor-Zentral-Stadion          |
| al-Sadd SC         | 2:1 | al-Ahli \| Jassim-Bin-Hamad-Stadion                     |
| 20. Mai 2019       |     |                                                         |
| Persepolis Teheran | 2:0 | al-Sadd SC \| Azadi-Stadion                             |
| al-Ahli            | 2:1 | Paxtakor Taschkent \| King Abdullah Sports City Stadium |

Anmerkung

### Gruppe E
| Pl. | Verein                  | Sp. | S | U | N | Tore    | Diff. | Punkte |
| --- | ----------------------- | --- | - | - | - | ------- | ----- | ------ |
| 1.  | Shandong Luneng Taishan | 5   | 3 | 2 | 0 | 010:800 | +2    | 11     |
| 2.  | Kashima Antlers         | 6   | 3 | 1 | 2 | 009:800 | +1    | 10     |
| 3.  | Gyeongnam FC            | 6   | 2 | 2 | 2 | 009:800 | +1    | 08     |
| 4.  | Johor Darul Ta’zim FC   | 6   | 1 | 1 | 4 | 004:800 | −4    | 04     |

| 5. März 2019            |     |                                                              |
| Kashima Antlers         | 2:1 | Johor Darul Ta’zim FC \| Kashima Soccer Stadium              |
| Gyeongnam FC            | 2:2 | Shandong Luneng Taishan \| Changwon-Fußballcenter            |
| 12. März 2019           |     |                                                              |
| Shandong Luneng Taishan | 2:2 | Kashima Antlers \| Jinan Olympic Sports Center Stadium       |
| Johor Darul Ta’zim FC   | 1:1 | Gyeongnam FC \| Larkin Stadium                               |
| 9. April 2019           |     |                                                              |
| Gyeongnam FC            | 2:3 | Kashima Antlers \| Changwon-Fußballcenter                    |
| Shandong Luneng Taishan | 2:1 | Johor Darul Ta’zim FC \| Jinan Olympic Sports Center Stadium |
| 24. April 2019          |     |                                                              |
| Kashima Antlers         | 0:1 | Gyeongnam FC \| Kashima Soccer Stadium                       |
| Johor Darul Ta’zim FC   | 0:1 | Shandong Luneng Taishan \| Larkin Stadium                    |
| 8. Mai 2019             |     |                                                              |
| Shandong Luneng Taishan | 2:1 | Gyeongnam FC \| Jinan Olympic Sports Center Stadium          |
| Johor Darul Ta’zim FC   | 1:0 | Kashima Antlers \| Larkin Stadium                            |
| 22. Mai 2019            |     |                                                              |
| Gyeongnam FC            | 2:0 | Johor Darul Ta’zim FC \| Changwon-Fußballcenter              |
| Kashima Antlers         | 2:1 | Shandong Luneng Taishan \| Kashima Soccer Stadium            |

### Gruppe F
| Pl. | Verein               | Sp. | S | U | N | Tore    | Diff. | Punkte |
| --- | -------------------- | --- | - | - | - | ------- | ----- | ------ |
| 1.  | Sanfrecce Hiroshima  | 6   | 5 | 0 | 1 | 009:400 | +5    | 15     |
| 2.  | Guangzhou Evergrande | 5   | 3 | 1 | 1 | 009:500 | +4    | 10     |
| 3.  | Daegu FC             | 6   | 3 | 0 | 3 | 010:600 | +4    | 09     |
| 4.  | Melbourne Victory    | 6   | 0 | 1 | 5 | 004:170 | −13   | 01     |

| 5. März 2019         |     |                                                       |
| Melbourne Victory    | 1:3 | Daegu FC \| Melbourne Rectangular Stadium             |
| Guangzhou Evergrande | 2:0 | Sanfrecce Hiroshima \| Tianhe-Stadion                 |
| 12. März 2019        |     |                                                       |
| Sanfrecce Hiroshima  | 2:1 | Melbourne Victory \| Hiroshima Big Arch               |
| Daegu FC             | 3:1 | Guangzhou Evergrande \| Daegu Forest Arena            |
| 10. April 2019       |     |                                                       |
| Sanfrecce Hiroshima  | 2:0 | Daegu FC \| Hiroshima Big Arch                        |
| Guangzhou Evergrande | 4:0 | Melbourne Victory \| Tianhe-Stadion                   |
| 23. April 2019       |     |                                                       |
| Melbourne Victory    | 1:1 | Guangzhou Evergrande \| Melbourne Rectangular Stadium |
| Daegu FC             | 0:1 | Sanfrecce Hiroshima \| Daegu Forest Arena             |
| 8. Mai 2019          |     |                                                       |
| Sanfrecce Hiroshima  | 1:0 | Guangzhou Evergrande \| Hiroshima Big Arch            |
| Daegu FC             | 4:0 | Melbourne Victory \| Daegu Forest Arena               |
| 22. Mai 2019         |     |                                                       |
| Guangzhou Evergrande | 1:0 | Daegu FC \| Tianhe-Stadion                            |
| Melbourne Victory    | 1:3 | Sanfrecce Hiroshima \| Melbourne Rectangular Stadium  |

### Gruppe G
| Pl. | Verein                 | Sp. | S | U | N | Tore    | Diff. | Punkte |
| --- | ---------------------- | --- | - | - | - | ------- | ----- | ------ |
| 1.  | Jeonbuk Hyundai Motors | 6   | 4 | 1 | 1 | 007:300 | +4    | 13     |
| 2.  | Urawa Red Diamonds     | 6   | 3 | 1 | 2 | 009:400 | +5    | 10     |
| 3.  | Beijing Guoan          | 6   | 2 | 1 | 3 | 006:800 | −2    | 07     |
| 4.  | Buriram United         | 6   | 1 | 1 | 4 | 003:100 | −7    | 04     |

| 6. März 2019           |     |                                                |
| Jeonbuk Hyundai Motors | 3:1 | Beijing Guoan \| Jeonju-World-Cup-Stadion      |
| Urawa Red Diamonds     | 3:0 | Buriram United \| Saitama Stadium 2002         |
| 13. März 2019          |     |                                                |
| Buriram United         | 1:0 | Jeonbuk Hyundai Motors \| Buriram Stadium      |
| Beijing Guoan          | 0:0 | Urawa Red Diamonds \| Arbeiterstadion          |
| 9. April 2019          |     |                                                |
| Urawa Red Diamonds     | 0:1 | Jeonbuk Hyundai Motors \| Saitama Stadium 2002 |
| Buriram United         | 1:3 | Beijing Guoan \| Buriram Stadium               |
| 24. April 2019         |     |                                                |
| Jeonbuk Hyundai Motors | 2:1 | Urawa Red Diamonds \| Jeonju-World-Cup-Stadion |
| Beijing Guoan          | 2:0 | Buriram United \| Arbeiterstadion              |
| 7. Mai 2019            |     |                                                |
| Buriram United         | 1:2 | Urawa Red Diamonds \| Buriram Stadium          |
| Beijing Guoan          | 0:1 | Jeonbuk Hyundai Motors \| Arbeiterstadion      |
| 21. Mai 2019           |     |                                                |
| Urawa Red Diamonds     | 3:0 | Beijing Guoan \| Saitama Stadium 2002          |
| Jeonbuk Hyundai Motors | 0:0 | Buriram United \| Jeonju-World-Cup-Stadion     |

### Gruppe H
| Pl. | Verein            | Sp. | S | U | N | Tore    | Diff. | Punkte |
| --- | ----------------- | --- | - | - | - | ------- | ----- | ------ |
| 1.  | Ulsan Hyundai     | 6   | 3 | 2 | 1 | 005:700 | −2    | 11     |
| 2.  | Shanghai SIPG     | 6   | 2 | 3 | 1 | 013:800 | +5    | 09     |
| 3.  | Kawasaki Frontale | 6   | 2 | 2 | 2 | 009:600 | +3    | 08     |
| 4.  | Sydney FC         | 6   | 0 | 3 | 3 | 005:110 | −6    | 03     |

| 6. März 2019      |     |                                                 |
| Sydney FC         | 0:0 | Ulsan Hyundai \| Jubilee Oval                   |
| Shanghai SIPG     | 1:0 | Kawasaki Frontale \| Shanghai-Stadion           |
| 13. März 2019     |     |                                                 |
| Kawasaki Frontale | 1:0 | Sydney FC \| Todoroki Athletics Stadium         |
| Ulsan Hyundai     | 1:0 | Shanghai SIPG \| Ulsan-Munsu-Fußballstadion     |
| 10. April 2019    |     |                                                 |
| Sydney FC         | 3:3 | Shanghai SIPG \| Jubilee Oval                   |
| Ulsan Hyundai     | 1:0 | Kawasaki Frontale \| Ulsan-Munsu-Fußballstadion |
| 23. April 2019    |     |                                                 |
| Kawasaki Frontale | 2:2 | Ulsan Hyundai \| Todoroki Athletics Stadium     |
| Shanghai SIPG     | 2:2 | Sydney FC \| Shanghai-Stadion                   |
| 7. Mai 2019       |     |                                                 |
| Ulsan Hyundai     | 1:0 | Sydney FC \| Ulsan-Munsu-Fußballstadion         |
| Kawasaki Frontale | 2:2 | Shanghai SIPG \| Todoroki Athletics Stadium     |
| 21. Mai 2019      |     |                                                 |
| Sydney FC         | 0:4 | Kawasaki Frontale \| Jubilee Oval               |
| Shanghai SIPG     | 5:0 | Ulsan Hyundai \| Shanghai-Stadion               |

## Finalrunde
Die bereits seit den Qualifikationsrunden bestehende Aufteilung in die West- und Ostregion wurde in der Finalrunde bis zum Finale fortgeführt.

### Achtelfinale
Die Spielpaarungen für das Achtelfinale wurden schon bei der Auslosung der Gruppenphase im November 2018 blind festgelegt. So konnte es dazu kommen, dass Mannschaften desselben Landesverbandes gegeneinander spielen mussten. Es traf je ein Gruppenzweiter auf einen Gruppensieger einer anderen Gruppe, wobei die Gruppensieger das Hinspiel zunächst auswärts bestritten. Die Hinspiele fanden am 18. und 19. Juni sowie am 5. und 6. August 2019 statt, die Rückspiele am 25. und 26. Juni sowie am 12. und 13. August 2019.
|                      | Gesamt          |                         | Hinspiel | Rückspiel | Region |
| -------------------- | --------------- | ----------------------- | -------- | --------- | ------ |
| al-Nasr              | 4:3             | al-Wahda                | 1:1      | 3:2       | West   |
| Ittihad FC           | 6:4             | Zob Ahan Isfahan        | 12:1 1   | 14:3 1    | West   |
| al-Duhail SC         | 2:4             | al-Sadd SC              | 1:1      | 1:3       | West   |
| al-Ahli              | 3:4             | al-Hilal                | 2:4      | 1:0       | West   |
| Kashima Antlers      | (a)3:3(a)       | Sanfrecce Hiroshima     | 1:0      | 2:3       | Ost    |
| Guangzhou Evergrande | 4:4 (6:5 i. E.) | Shandong Luneng Taishan | 2:1      | 2:3 n. V. | Ost    |
| Urawa Red Diamonds   | 4:2             | Ulsan Hyundai           | 1:2      | 3:0       | Ost    |
| Shanghai SIPG        | 2:2 (5:3 i. E.) | Jeonbuk Hyundai Motors  | 1:1      | 1:1 n. V. | Ost    |

Anmerkung

### Viertelfinale
Die Spielpaarungen für das Viertelfinale wurden am 2. Juli 2019 ausgelost. Es gab dabei keine gesetzten Mannschaften und Teams desselben Landesverbandes konnten einander zugelost werden. Die Hinspiele fanden vom 26. bis zum 28. August 2019 statt, die Rückspiele vom 16. bis zum 18. September 2019.
|                      | Gesamt    |                    | Hinspiel | Rückspiel | Region |
| -------------------- | --------- | ------------------ | -------- | --------- | ------ |
| al-Nasr              | 3:4       | al-Sadd SC         | 2:1      | 1:3       | West   |
| Ittihad FC           | 1:3       | al-Hilal           | 0:0      | 1:3       | West   |
| Shanghai SIPG        | (a)3:3(a) | Urawa Red Diamonds | 2:2      | 1:1       | Ost    |
| Guangzhou Evergrande | (a)1:1(a) | Kashima Antlers    | 0:0      | 1:1       | Ost    |

### Halbfinale
Im Halbfinale spielten die zwei Mannschaften der Westregion und die zwei der Ostregion jeweils gegeneinander. Die Reihenfolge der Spiele wurde vor der Auslosung des Viertelfinales festgelegt. Die Hinspiele fanden am 1. und 2. Oktober 2019 statt, die Rückspiele am 22. und 23. Oktober 2019.
|                    | Gesamt |                      | Hinspiel | Rückspiel | Region |
| ------------------ | ------ | -------------------- | -------- | --------- | ------ |
| al-Sadd SC         | 5:6    | al-Hilal             | 1:4      | 4:2       | West   |
| Urawa Red Diamonds | 3:0    | Guangzhou Evergrande | 2:0      | 1:0       | Ost    |

### Finale

#### Hinspiel
| al-Hilal                                                                         | al-Hilal | Urawa Red Diamonds | Urawa Red Diamonds |
| -------------------------------------------------------------------------------- | --- | --- | ------------------ |
| al-Hilal                                                                         | \| 9. November 2019 um 19:30 (17:30 Uhr MEZ) in Riad (King Saud University Stadium) \| \| Ergebnis: 1:0 (0:0) \| \| Zuschauer: 22.549 \| \| Schiedsrichter: Ali Sabah ( Irak) \| \| Spielbericht \|                                                                                  | \| 9. November 2019 um 19:30 (17:30 Uhr MEZ) in Riad (King Saud University Stadium) \| \| Ergebnis: 1:0 (0:0) \| \| Zuschauer: 22.549 \| \| Schiedsrichter: Ali Sabah ( Irak) \| \| Spielbericht \|                                          | Urawa Red Diamonds |
| al-Hilal                                                                         | Abdullah al-Mayouf – Mohammed al-Breik, Jang Hyun-soo, Ali al-Bulaihi, Yasser al-Shahrani – André Carrillo, Salman al-Faraj , Abdullah Otayf (89. Mohamed Kanno), Salem al-Dawsari – Sebastian Giovinco (87. Nawaf al-Abed), Bafétimbi Gomis Cheftrainer: Răzvan Lucescu ( Rumänien) | Haruki Fukushima – Takuya Iwanami, Daisuke Suzuki, Tomoaki Makino – Daiki Hashioka, Ewerton, Takuya Aoki, Takahiro Sekine (85. Tomoya Ugajin) – Kazuki Nagasawa (75. Ken’yū Sugimoto), Fabrício – Shinzō Kōroki Cheftrainer: Tsuyoshi Ōtsuki | Urawa Red Diamonds |
| al-Hilal                                                                         | 1:0 Carrillo (60.) | | Urawa Red Diamonds |
| al-Hilal                                                                         | al-Bulaihi (36.) | | Urawa Red Diamonds |
| al-Hilal                                                                         | Spieler des Spiels: André Carrillo (al-Hilal) | | Urawa Red Diamonds |
| 9. November 2019 um 19:30 (17:30 Uhr MEZ) in Riad (King Saud University Stadium) | | |                    |
| Ergebnis: 1:0 (0:0)                                                              | | |                    |
| Zuschauer: 22.549                                                                | | |                    |
| Schiedsrichter: Ali Sabah ( Irak)                                                | | |                    |
| Spielbericht                                                                     | | |                    |

#### Rückspiel
| Urawa Red Diamonds                                                           | Urawa Red Diamonds | al-Hilal | al-Hilal |
| ---------------------------------------------------------------------------- | --- | --- | -------- |
| Urawa Red Diamonds                                                           | \| 24. November 2019 um 19:00 (11:00 Uhr MEZ) in Saitama (Saitama Stadium 2002) \| \| Ergebnis: 0:2 (0:0) \| \| Zuschauer: 58.109 \| \| Schiedsrichter: Valentin Kovalenko ( Usbekistan) \| \| Spielbericht \|                                                  | \| 24. November 2019 um 19:00 (11:00 Uhr MEZ) in Saitama (Saitama Stadium 2002) \| \| Ergebnis: 0:2 (0:0) \| \| Zuschauer: 58.109 \| \| Schiedsrichter: Valentin Kovalenko ( Usbekistan) \| \| Spielbericht \| | al-Hilal |
| Urawa Red Diamonds                                                           | Shūsaku Nishikawa – Takuya Iwanami, Daisuke Suzuki, Tomoaki Makino – Daiki Hashioka, Ewerton, Takuya Aoki (88. Yūki Abe), Takahiro Sekine – Kazuki Nagasawa (63. Yōsuke Kashiwagi), Fabrício (71. Ken’yū Sugimoto) – Shinzō Kōroki Cheftrainer: Tsuyoshi Ōtsuki | Abdullah al-Mayouf – Mohammed al-Breik (80. Abdullah al-Hafith), Jang Hyun-soo, Ali al-Bulaihi, Yasser al-Shahrani – André Carrillo, Salman al-Faraj , Abdullah Otayf (90.+4' Mohammad asch-Schalhub), Salem al-Dawsari – Sebastian Giovinco (88. Mohamed Kanno), Bafétimbi Gomis Cheftrainer: Răzvan Lucescu ( Rumänien) | al-Hilal |
| Urawa Red Diamonds                                                           | 0:1 al-Dawsari (74.) 0:2 Gomis (90.+3') | | al-Hilal |
| Urawa Red Diamonds                                                           | Sekine (43.), Aoki (53.), Iwanami (57.), Makino (76.), | | al-Hilal |
| 24. November 2019 um 19:00 (11:00 Uhr MEZ) in Saitama (Saitama Stadium 2002) | | |          |
| Ergebnis: 0:2 (0:0)                                                          | | |          |
| Zuschauer: 58.109                                                            | | |          |
| Schiedsrichter: Valentin Kovalenko ( Usbekistan)                             | | |          |
| Spielbericht                                                                 | | |          |

## Torschützenliste
Nachfolgend sind die besten Torschützen der Champions-League-Saison (ohne Qualifikation) aufgeführt. Bei gleicher Anzahl von Treffern sind die Spieler alphabetisch sortiert.
| Rang                   | Nat        | Spieler                 | Verein                  | Tore |
| ---------------------- | ---------- | ----------------------- | ----------------------- | ---- |
| 01                     | Frankreich | Bafétimbi Gomis         | al-Hilal                | 11   |
| 02                     | Brasilien  | Leonardo                | al-Wahda                | 09   |
| 03                     | Japan      | Shinzō Kōroki           | Urawa Red Diamonds      | 08   |
| 04                     | Syrien     | Omar al-Somah           | al-Ahli                 | 07   |
| 05                     | Irak       | Alaa Abbas              | al-Zawraa SC            | 06   |
|                        | Brasilien  | Giuliano                | al-Nasr                 | 06   |
|                        | Brasilien  | Hulk                    | Shanghai SIPG           | 06   |
|                        | Italien    | Graziano Pellè          | Shandong Luneng Taishan | 06   |
| 09                     | Usbekistan | Temurkhuja Abdukholiqov | Lokomotiv Taschkent     | 05   |
|                        | Katar      | Akram Afif              | al-Sadd SC              | 05   |
|                        | Brasilien  | Romarinho               | Ittihad FC              | 05   |
|                        | Brasilien  | Talisca                 | Guangzhou Evergrande    | 05   |
| Stand: Ende der Saison |            |                         |                         |      |

## Eingesetzte Spieler von al-Hilal
| al-Hilal | - Tor: Abdullah al-Mayouf (14/-) - Abwehr: Ali al-Bulaihi (14/2); Yasser al-Shahrani (14/-); Mohammed al-Breik (10/-); Jang Hyun-soo (8/-); Mohammed Jahfali (6/-); Miloš Degenek (5/-); Abdullah al-Hafith (4/1); Hassan Kadesh (2/-); Mohammed al-Dossari (1/-); Amiri Kurdi (1/-) - Mittelfeld: Mohammad asch-Schalhub (12/3); Mohamed Kanno (12/-); Salem al-Dawsari (10/3); Hattan Bahebri (9/1); André Carrillo (8/2); Salman al-Faraj (7/-); Carlos Eduardo (6/1); Nawaf al-Abed (6/-); Abdullah Otayf (6/-); Nasser al-Dawsari (5/-); Abdulmalek al-Khaibri (3/-) - Sturm: Bafétimbi Gomis (14/11); Sebastian Giovinco (13/2); Abdulrahman al-Yami (2/-); Khalid al-Jubaya (1/-) - Trainer: Zoran Mamić (Gruppenphase, vier Spiele); Péricles Chamusca (Gruppenphase, zwei Spiele); Răzvan Lucescu (Achtelfinale bis Finale) |

## Schiedsrichter
Die 126 Spiele wurden von 37 verschiedenen Schiedsrichtern aus 19 Ländern geleitet. Fünf Schiedsrichter stammten aus Japan, vier aus Usbekistan, jeweils drei aus Jordanien und Katar sowie je zwei aus Australien, China, dem Irak, dem Iran, dem Oman, Südkorea und den Vereinigten Arabischen Emiraten.
Für das Finale waren der Iraker Ali Sabah (Hinspiel) und der Usbeke Valentin Kovalenko (Rückspiel) verantwortlich.
| Schiedsrichter                    | Land               | Geboren       | Spiele |     |   |   |
| --------------------------------- | ------------------ | ------------- | ------ | --- | - | - |
| Yaqoob Abdul Baki                 | Oman               | 1. Juni 1979  | 001    | 001 | 0 | 0 |
| Ahmed al-Ali                      | Jordanien          | 27. Juli 1987 | 002    | 011 | 1 | 0 |
| Aziz Asimov                       | Usbekistan         | 14. Okt. 1981 | 003    | 005 | 1 | 0 |
| Chris Beath                       | Australien         | 17. Nov. 1984 | 005    | 016 | 0 | 1 |
| Mooud Bonyadifard                 | Iran               | 8. Sep. 1985  | 001    | 002 | 0 | 0 |
| Ravshan Ermatov                   | Usbekistan         | 9. Aug. 1977  | 002    | 007 | 0 | 0 |
| Alireza Faghani                   | Iran               | 21. Mär. 1978 | 006    | 025 | 0 | 1 |
| Fu Ming                           | China              | 5. Jan. 1983  | 003    | 009 | 0 | 1 |
| Peter Green                       | Australien         | 29. Mai 1978  | 002    | 005 | 0 | 0 |
| Ahmad Ibrahim                     | Jordanien          | 12. Mär. 1985 | 001    | 002 | 0 | 0 |
| Jumpei Iida                       | Japan              | 14. Aug. 1981 | 002    | 011 | 0 | 0 |
| Abdulrahman al-Jassim             | Katar              | 14. Okt. 1987 | 005    | 008 | 0 | 0 |
| Ammar al-Jeneibi                  | Ver. Arab. Emirate | 10. Mai 1982  | 004    | 012 | 0 | 0 |
| Ahmed al-Kaf                      | Oman               | 6. Mär. 1983  | 006    | 026 | 1 | 1 |
| Turki al-Khudhayr                 | Saudi-Arabien      | 30. Nov. 1979 | 005    | 016 | 0 | 0 |
| Kim Dong-jin                      | Südkorea           | 9. Juni 1973  | 002    | 009 | 0 | 0 |
| Hiroyuki Kimura                   | Japan              | 30. Jan. 1982 | 004    | 015 | 0 | 0 |
| Ko Hyung-jin                      | Südkorea           | 20. Juni 1982 | 004    | 013 | 0 | 0 |
| Valentin Kovalenko                | Usbekistan         | 9. Aug. 1975  | 006    | 015 | 0 | 0 |
| Khamis al-Kuwari                  | Katar              | 1. Jan. 1982  | 004    | 007 | 0 | 0 |
| Liu Kwok Man                      | Hongkong           | 1. Juli 1978  | 001    | 004 | 0 | 0 |
| Ma Ning                           | China              | 14. Juni 1979 | 007    | 032 | 0 | 0 |
| Adham Makhadmeh                   | Jordanien          | 13. Feb. 1987 | 004    | 013 | 0 | 0 |
| Khamis al-Marri                   | Katar              | 6. Juli 1984  | 002    | 006 | 0 | 0 |
| Mohammed Abdullah Hassan Mohammed | Ver. Arab. Emirate | 2. Dez. 1978  | 004    | 009 | 0 | 0 |
| Hettikamkanamge Perera            | Sri Lanka          | 19. Sep. 1978 | 006    | 018 | 0 | 1 |
| Sivakorn Pu-udom                  | Thailand           | 26. Nov. 1987 | 001    | 001 | 0 | 0 |
| Ali Sabah                         | Irak               | 1. Jan. 1977  | 007    | 022 | 0 | 1 |
| Mohanad Qasim Sarray              | Irak               | 22. Mai 1980  | 004    | 015 | 0 | 0 |
| Ryūji Satō                        | Japan              | 16. Apr. 1977 | 005    | 030 | 1 | 0 |
| Nawaf Shukralla                   | Bahrain            | 13. Okt. 1976 | 004    | 011 | 0 | 1 |
| Ilgiz Tantashev                   | Usbekistan         | 5. Apr. 1984  | 002    | 004 | 0 | 0 |
| Muhammad Taqi                     | Singapur           | 25. Okt. 1986 | 005    | 024 | 0 | 0 |
| Minoru Tōjō                       | Japan              | 30. Aug. 1976 | 002    | 000 | 0 | 0 |
| Masoud Tufaylieh                  | Syrien             | 5. Aug. 1977  | 001    | 003 | 0 | 0 |
| Mohd Amirul Izwan Yaacob          | Malaysia           | 25. Apr. 1986 | 002    | 008 | 0 | 1 |
| Yūdai Yamamoto                    | Japan              | 4. Mär. 1983  | 001    | 005 | 0 | 0 |
| Gesamt                            | Gesamt             | Gesamt        | 126    | 420 | 4 | 8 |